# Bibliotek i Samhälle
Bibliotek i Samhälle (BiS) är en socialistisk förening för biblioteksanställda och andra med intresse för biblioteksfrågor, bildad 1969. BiS har ingen ordförande, men en styrelse och en redaktionsgrupp för sin tidskrift bis. Tidskriften bis utkom med sitt sista tryckta nummer under sommaren 2024. 
Förkortningarna BiS och bis förekommer i olika sammanhang och används på olika sätt. BiS används som förkortning för föreningen Bibliotek i Samhälle, medan bis, skrivet i gemener, används för tidskriften utgiven av samma förening.

## Historia
Bibliotek i samhälle bildades 1969 av studenter och biblioteksanställda som efterfrågade en ny typ av förening vid sidan av dåvarande Sveriges Allmänna Biblioteksförening. Syftet var enligt grundarna att lyfta biblioteksfrågorna till samhällsdebatten, att beakta könsrollsfrågor och att fungera som ett progressivt nätverk för konfliktsituationer, med avstamp i andan efter 68-rörelsen. Att föreningen snart kom att betecknas som socialistisk var inte från början helt självklart och ledde till intern debatt. Redan i det första numret av bis benämndes föreningen och tidskriften dock som antikapitalistisk, och som motståndare till "det slappa liberala biblioteket, det som bara är en storfinansens hjälpreda för att omvandla folk till lätthanterliga konsumenter av dravel till överklassens lov."
Med tiden kom föreningens uppmärksamhet ägnas åt allt fler frågor, såsom invandrarfrågor, barn- och ungdomskultur, arbetsplatsbibliotek och biblioteket som plats för kultur. Förutom biblioteks- och samhällsdebatt sysslade föreningen även med kulturell och social verksamhet, med återkommande sommarläger under 1980-talet. Man deltog länge även med egen monter på Bok- och biblioteksmässan i Göteborg.
BiS har varit inblandade i mycket internationellt solidaritetsarbete från starten av föreningen. Under sin första tid samlade man in pengar på Biblioteksskolan i Solna, till FNL men även till strejkande arbetare på LKAB. Utöver detta har man sysselsatt sig också med annat solidaritetsarbete, i Sydafrika, Palestina och Västsahara. Föreningens första insamling till Palestina genomfördes 1976 och även 2009 genomförde man en insamling för barnböcker till Tamerinstitutet.

## Tidskriften bis
Bibliotek i Samhälle gav mellan åren 1969-2024 ut tidskriften bis som länge utkom med fyra nummer om året. I mitten av 1980-talet hade tidskriften en upplaga på 1200 prenumererade exemplar, en siffra som med tiden kom att krympa. Tidskriften bis lades ned i sin tryckta utgåva under sommaren 2024.